# Chartreuse de Savone
La Chartreuse de Notre-Dame-de-Lorette est un ancien monastère chartreux, dans le quartier Villetta sur les hauteurs de la ville de Savone en Italie.

## Histoire
La chartreuse de Notre-Dame-de-Lorette de Savone est fondée en 1492 par Étienne Embrano, dit d’Orco, marchand de la ville et fondateur d’une chapelle de pèlerinage. C'est une petite maison pauvre, ne pouvant entretenir plus de quatre ou cinq religieux. Des projets d’union ou d’agrandissement à la fin du XVIe siècle n’ont pas de suite. 
La chartreuse est supprimée en 1801 par le gouvernement français. 

## Moines notables

### Prieurs
Le prieur est le supérieur d'une chartreuse, élu par ses comprofès ou désigné par les supérieurs majeurs.
- André Pittorio ou Pittori (†1638), profès de Pavie, prieur d’Albenga en 1598, puis à Savone, Asti et Pavie, où il meurt, déposé, en 1638. Il avait composé es manuscrits conservés à la chartreuse de Pavie.
- 1650-1655 : Anthelme Casablanca (†1670), né à Milan, il fait profession à la chartreuse de Milan, le 21 mars 1631. Procureur de Gênes en 1646, il devient prieur de Savone en 1650, d’où il passe prieur d'Albenga en 1655. Il revient procureur à Savone en 1660 et meurt dans cette charge le 5 juin 1670.

### Écrivains
- Bénigne Ghirardi (†1714), fait profession à la chartreuse de Padula, séjourne longtemps à celle de Gênes où il publie la plupart de ses livres et meurt procureur de Savone. Il écrit sous le pseudonyme de Bernardo Ghigini, anagramme de son nom réel, Benigno Ghirardi.

## Patrimoine artistique

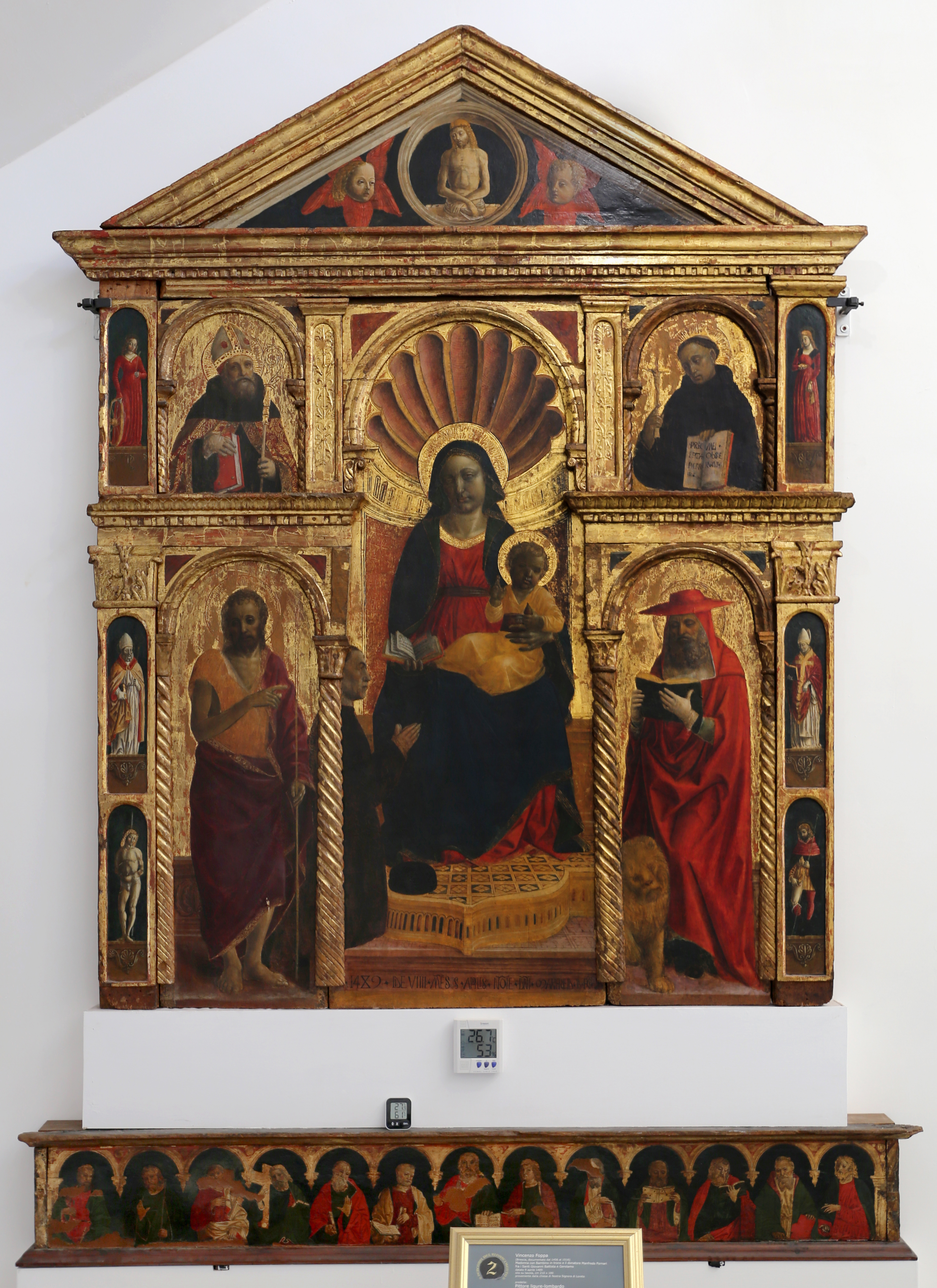
Polyptyque Fornari, Vincenzo Foppa, 1489

Le polyptyque du XVe siècle de Vincenzo Foppa, commandé par Manfredo Fornari, qui l'avait confié à la chartreuse, est aujourd'hui à la Pinacoteca Civica di Savona (it),.
La chartreuse détient deux peintures restaurées par l'association "Aiolfi", la toile anonyme, L'Archange Saint-Michel et une toile du XVIIe siècle du peintre génois Luciano Borzone, Saint Charles et Saint Théodore en prière.